# 林鹏 (生态学家)
林鹏（1931年12月18日—2007年5月12日），生于福建晋江，原籍福建龙岩，中国植物生态学、红树林湿地生态学专家，中国工程院院士，厦门大学生命科学学院教授，因其在中国红树林研究与保护方面做出了巨大贡献，被誉为“中国红树林之父”。

## 生平
1955年毕业于厦门大学。2001年当选为中国工程院院士。2007年在厦门因车祸去世。

## 主要著作
- 《中国红树林生态系》，1997年，科学出版社。